# 1730
1730 (MDCCXXX) fue un año común comenzado en domingo según el calendario gregoriano.

## Acontecimientos
- Primavera: Tahmasp Qolí Jan inicia una ofensiva contra el imperio Otomano, con la que logrará en dos años recuperar la mayoría de los territorios perdidos por la dinastía Safaví durante la ocupación afgana.
- 5 de marzo-12 de julio: en Roma, tiene lugar el cónclave para elegir un nuevo pontífice tras la muerte del papa Benedicto XIII.
- 8 de julio: en Valparaíso (Chile), se registra un fuerte terremoto de 8,7 a 9,3, produciendo un tsunami que deja un saldo de 3.000 muertos.
- 12 de julio: en Roma, el cardenal Corsini es elegido papa con el nombre de Clemente XII.
- 1 de septiembre: en la isla de Lanzarote (Islas Canarias) el volcán Timanfaya entra en erupción.
- 30 de septiembre: en Japón se registra un terremoto que deja un saldo de 137.000 muertos. (Ver Terremotos anteriores al siglo XX).
- 23 de octubre: en la actual  provincia de Buenos Aires (Argentina), a 130 km al oeste de la ciudad de Buenos Aires se funda la localidad de San Antonio de Areco.
- 23 de octubre: en la actual provincia de Entre Ríos (Argentina) se inicia la cronología oficial de la ciudad de Paraná.
- 31 de diciembre: en Japón se registra un terremoto que deja un saldo de 122 muertos. Tres meses antes se había registrado un terremoto con 137.000 víctimas. (Ver Terremotos anteriores al siglo XX).
- Extinción del Solitario de Rodríguez.

## Nacimientos
- 16 de junio: Charles Messier, astrónomo francés (f. 1817).
- 30 de junio: Teodoro de Croix, aristócrata y militar flamenco (f. 1792).
- Jacinto Canek, líder maya (f. 1761).

## Fallecimientos
- 23 de febrero: Benedicto XIII, papa italiano (n. 1649).
- 12 de marzo: Fray Diego Morcillo Rubio de Auñón (88 años), Virrey del Perú (n. 1642).
- 30 de octubre: Antonio Cifrondi, pintor italiano (n. 1655).